# 옐섬

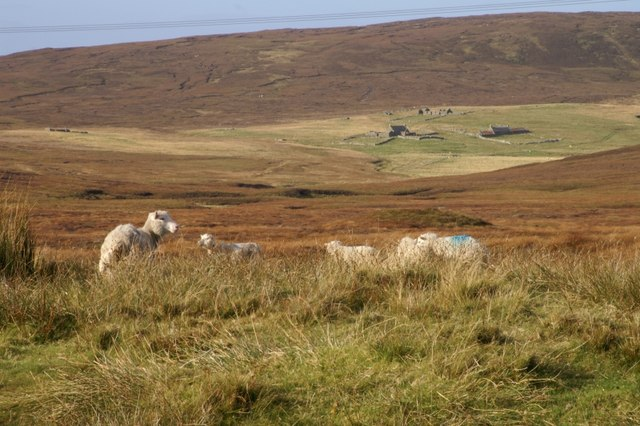

옐섬(Yell)은 스코틀랜드 셰틀랜드 제도를 구성하는 섬 중 하나이다. 인구는 957명 (2001년)이다.
섬의 부라보에에는 현재 박물관과 방문자 센터로 개조된 상인 집인 17세기 올드 하 박물관이 있다
위치는동경1도이다.